# Église Saint-Denis d'Hodeng
Pour les articles homonymes, voir Église Notre-Dame.
L'église Saint-Denis est une église catholique située à Hodeng-Hodenger, en France.

## Localisation
L'église est située à Hodeng-Hodenger, commune du département français de la Seine-Maritime et plus spécifiquement dans l'ancienne commune d'Hodenger.

## Historique
Les deux paroisses d'Hodeng et Hodenger sont fusionnées en 1822.
L'église date du XIIIe siècle et est située sur un terrain en forte pente.
L'édifice est classé au titre des monuments historiques par arrêté du 13 décembre 1978.

## Description
Le porche de l'édifice est daté du XVIe siècle et décoré de statues sculptées dans les poteaux, dont saint Denis, sainte Barbe et saint Nicolas. Une pietà se trouve sous le porche.
L'édifice conserve un baptistère de pierre du XIIIe siècle et un arc roman.